# Takehiko Kawanishi
Takehiko Kawanishi, född 9 oktober 1938 i Hiroshima prefektur, Japan, är en japansk tidigare fotbollsspelare.